# Katie Colclough
Katie Colclough, née le 20 janvier 1990 à Grantham, est une coureuse cycliste britannique à la retraite. 

## Palmarès sur piste

### Coupe du monde
- 2008-2009 
  - 1re de la poursuite par équipes à Manchester
  - 1re de la poursuite par équipes à Melbourne
  - 1re de la poursuite par équipes à Copenhague
  - 2e de la course aux points à Copenhague
  - 3e de la course aux points à Manchester
- 2009-2010 
  - 2e de la poursuite par équipes à Melbourne
- 2010-2011
  - 3e de la poursuite par équipes à Cali

### Championnats d'Europe
| Juniors et espoirs - Pruszkow 2008 - Championne d'Europe de poursuite par équipes espoirs (avec Elizabeth Armitstead et Joanna Rowsell) - Anadia 2011 - Championne d'Europe de poursuite par équipes espoirs (avec Danielle King et Laura Kenny) - Médaillée d'argent de la course aux points espoirs | Élites - Pruszków 2010 - Championne d'Europe de poursuite par équipes (avec Wendy Houvenaghel et Laura Kenny) |

### Championnats de Grande-Bretagne
- Championne de Grande-Bretagne du scratch juniors : 2008

## Palmarès sur route
- 2009
  -  Médaillée d'argent du championnat d'Europe sur route espoirs
- 2012
  - 4e étape de Gracia Orlova
- 2013
  -  Championne du monde du contre-la-montre par équipes
  - 2e étape du Boels Ladies Tour (contre-la-montre par équipes)
  - 3e du championnat de Grande-Bretagne du contre-la-montre